# D-Rad

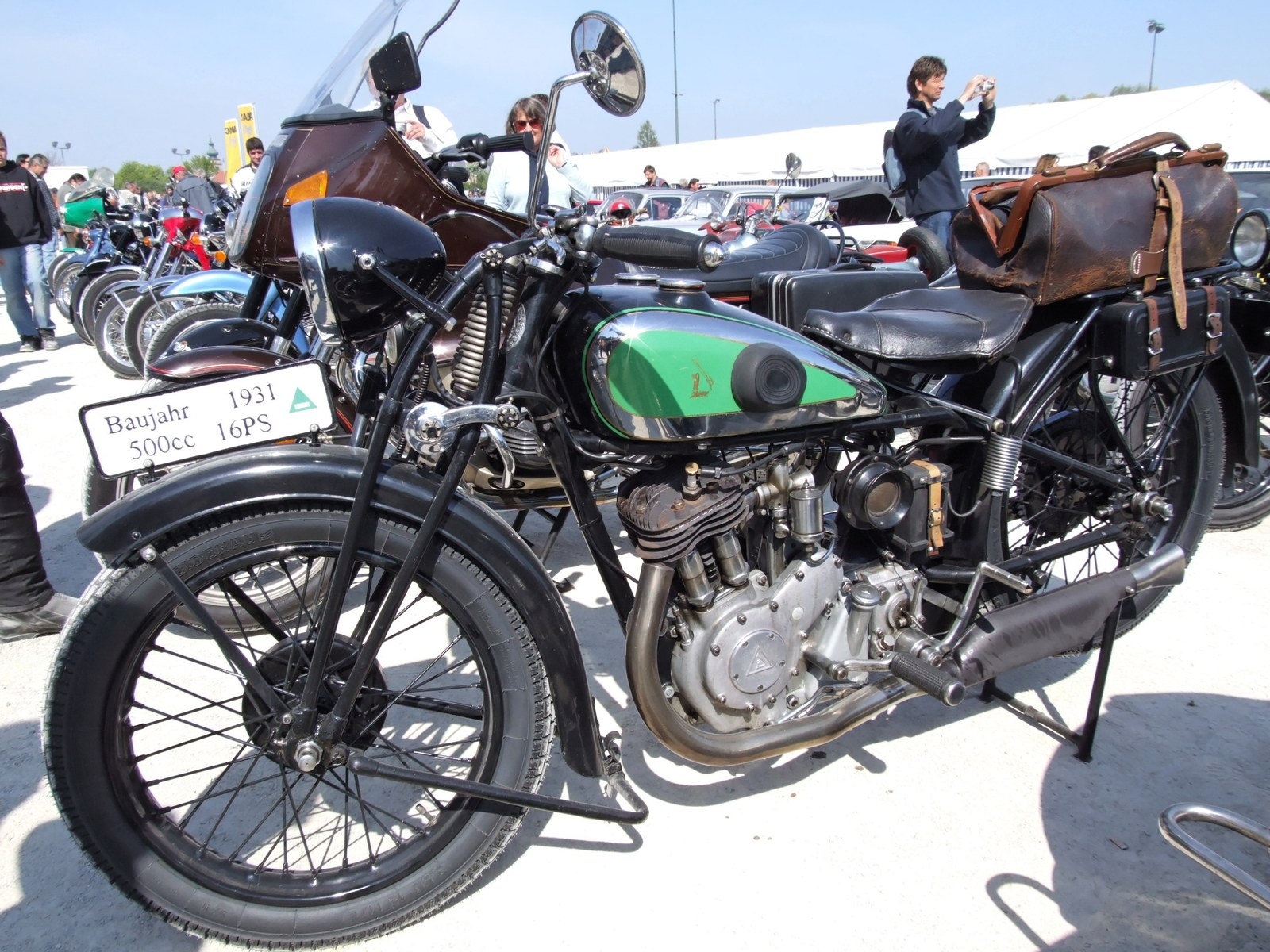
D-Rad R11 (1931)

D-Rad é a marca extinta de uma produtora alemã de motocicletas, a Deutsche Industriewerke. Foi lançada no mercado em agosto de 1920 e fechou as portas em 1932. Nos seus doze anos de atividade, foram produzidas cerca de sessenta mil unidades do veículo. 
Os modelos mais populares eram: Star, M-23, M24, RO/4, RO/5, RO/6, R-9, R-10, P-11 e I-20.

## Histórico
Após a derrota na Primeira Guerra Mundial, todos os armamentos do Estado foram desmilitarizados de acordo com as limitações do Tratado de Versalhes. Isto incluiu a Royal Prussian Rifle Factory que, fundada em 1722, acabou sendo transferida para a Deutsche Werke AG em 1920 por resolução da Weimar National Assembly.
Sob gestão privada, esta empresa inicialmente produzia necessidades diárias como, por exemplo, panelas e equipamentos de cozinha. Uma vez que as máquinas foram apenas parcialmente desmontadas e fundições e forjas ainda estavam presentes, passaram a ser produzidos torneiras e equipamentos agrícolas de ferro, bem como vagões e motocicletas. 
As primeiras motocicletas foram produzidas sob o nome Star. Mais tarde, sua produção prosseguiu com a nomenclatura Derad e, a partir de 1924, com o nome D-Rad.
Em 1º de abril de 1925, partes da Deutsche Werke AG (incluindo as áreas D-Wagen e D-Rad) transformaram-se na German Motor Vehicle AG. Ao fazê-lo, a Deutsche Werke AG alugou um local em Berlin-Spandau para esta empresa. O capital social totalizava 5 milhões de Reichsmark (moeda alemã na época). O Conselho Fiscal incluía Heinrich Albert (ex-ministro do Tesouro do Reich) e Wilhelm Lenzmann. Em 1926, esta AG foi incorporada à Deutsche Industriewerke AG, uma empresa do grupo VIAG, que havia sido fundada um ano antes.
Graças à motorização e ao baixo preço dos produtos na Alemanha, a empresa tornou-se uma das fabricantes de veículos de maior sucesso no Reich alemão. O modelo de motocicleta R 0/4 produziu, sozinho, o total de 25.500 peças.
Em 1927, as fábricas desta empresa já contavam com mais de cinco mil e trezentos funcionários. No mesmo ano apareceu o modelo R 0/5, dos quais dois mil exemplares foram vendidos, cujo sucessor apareceu um ano depois, sendo este a motocicleta R 0/6.